# Mis Manos
Mis Manos é o segundo álbum de estúdio do cantor colombiano Camilo, lançado em 4 de março de 2021 através da Sony Music Latin. O álbum é caracterizado pelo estilo romântico de Camilo, com uma combinação de ritmos urbanos, reggaeton e pop, juntamente com outros como ranchera, bachata e cumbia argentina. O álbum foi lançado junto com o single "Tuyo y mio". Deste álbum, há singles como: "Vida de rico", "BEBÉ", "Ropa cara" e "Machu Picchu". Este álbum conta com a participação de Evaluna Montaner, El Alfa, Mau y Ricky e Los Dos Carnales.

## Faixas
| N.º | Título            | Duração |  |
| 1.  | "Millones"        | 3:41    |  |
| 2.  | "Kesi"            | 2:57    |  |
| 3.  | "Manos de tijera" | 4:27    |  |
| 4.  | "Mareado"         | 3:42    |  |
| 5.  | "Tuyo y mío"      | 3:35    |  |
| 6.  | "Rolex"           | 3:18    |  |
| 7.  | "Machu Picchu"    | 3:32    |  |
| 8.  | "Ropa Cara"       | 3:24    |  |
| 9.  | "Vida de rico"    | 3:10    |  |
| 10. | "Bebé"            | 3:13    |  |
| 11. | "5 pa las 12"     | 3:19    |  |

## Certificações
| País           | Organização  | Certificação | Vendas | Ref.   |
| -------------- | ------------ | ------------ | ------ | ------ |
| Espanha        | PROMUSICAE   | Ouro         | 20.000 | [ 15 ] |
| Estados Unidos | RIAA (Latin) | Platina      | 60.000 | [ 16 ] |

## Turnê
Mis Manos Tour será a primeira turnê do cantor e compositor colombiano Camilo, em suporte ao seu segundo álbum de estúdio, Mis Manos (2021). A turnê terá início em 7 de julho de 2021 em Murcia, Espanha, com término previsto para 3 de abril de 2022 em Monterrey, México, com 30 apresentações.

### Antecedentes
Em 29 de abril de 2021, Camilo confirmou que iria realizar uma turnê para a promoção do álbum Mis Manos, com um vídeo espirituoso e uma canção que compôs especialmente para a revelação. Para a revista Billboard, Echeverry compartilhou detalhes sobre a sua ida para os Estados Unidos com a turnê. Os ingressos do show de 22 de outubro de 2021 foram esgotados e Camilo anunciou uma data extra na cidade de Miami.

### Datas
| Data                   | Cidade           | País           | Local                          | Ingressos vendidos / Disponíveis |
| Europa                 | Europa           | Europa         | Europa                         | Europa                           |
| ---------------------- | ---------------- | -------------- | ------------------------------ | -------------------------------- |
| 7 de julho de 2021     | Murcia           | Espanha        | Estadio Enrique Roca           | 31.179 / 31.179                  |
| 8 de julho de 2021     | Valencia         | Espanha        | Marina Sur                     | 15.000 / 15.000                  |
| 11 de julho de 2021    | Cádiz            | Espanha        | Poblado de Sancti Petri        | 5.800 / 5.800                    |
| 13 de julho de 2021    | Castellón        | Espanha        | Recinto de Festivales          | —                                |
| 18 de julho de 2021    | Marbella         | Espanha        | Auditorio Starlite             | —                                |
| 20 de julho de 2021    | Mallorca         | Espanha        | Son Fusteret                   | —                                |
| 5 de setembro de 2021  | Madrid           | Espanha        | WiZink Center                  | 17.453 / 17.453                  |
| 8 de setembro de 2021  | Barcelona        | Espanha        | Estadi Olímpic Lluís Companys  | 55.926 / 55.926                  |
| 11 de setembro de 2021 | Mérida           | Espanha        | Teatro Romano de Mérida        | 6.000 / 6.000                    |
| 15 de setembro de 2021 | Granada          | Espanha        | Plaza de Toros                 | —                                |
| 16 de setembro de 2021 | Sevilla          | Espanha        | Estadio de la Cartuja          | —                                |
| 18 de setembro de 2021 | Avilés           | Espanha        | Pabellón de la Magdalena       | —                                |
| 24 de setembro de 2021 | Zürich           | Suíça          | Halle 622                      | —                                |
| 25 de setembro de 2021 | Milan            | Itália         | Fabrique                       | —                                |
| 30 de setembro de 2021 | London           | Reino Unido    | O2 Shepherds Bush Empire       | —                                |
| 1 de outubro de 2021   | Paris            | França         | La Cigale                      | —                                |
| 3 de outubro de 2021   | Berlin           | Alemanha       | Columbiahalle                  | —                                |
| América do Norte       |                  |                |                                |                                  |
| 21 de outubro de 2021  | Miami            | Estados Unidos | The Fillmore                   | —                                |
| 22 de outubro de 2021  | Miami            | Estados Unidos | The Fillmore                   | 2.700 / 2.700                    |
| 24 de outubro de 2021  | Atlanta          | Estados Unidos | Coca-Cola Roxy                 | 3.600 / 3.600                    |
| 29 de outubro de 2021  | Chicago          | Estados Unidos | Rosemont Theatre               | —                                |
| 31 de outubro de 2021  | Orlando          | Estados Unidos | Hard Rock Live Orlando         | —                                |
| 6 de novembro de 2021  | Washington       | Estados Unidos | EagleBank Arena                | —                                |
| 7 de novembro de 2021  | New York         | Estados Unidos | The Town Hall                  | 1.500 / 1.500                    |
| 10 de novembro de 2021 | Houston          | Estados Unidos | Cullen Performance Hall        | —                                |
| 12 de novembro de 2021 | El Paso          | Estados Unidos | The Plaza Theatre              | —                                |
| 13 de novembro de 2021 | Dallas           | Estados Unidos | The Theatre at Grand Prairie   | —                                |
| 14 de novembro de 2021 | McAllen          | Estados Unidos | McAllen Performing Arts Center | 1.800 / 1.800                    |
| 19 de novembro de 2021 | San Diego        | Estados Unidos | Humphreys Concerts By The Bay  | 1.400 / 1.400                    |
| 20 de novembro de 2021 | Los Angeles      | Estados Unidos | Dolby Theater                  | —                                |
| 21 de novembro de 2021 | San Jose         | Estados Unidos | San Jose Civic                 | —                                |
| 3 de dezembro de 2021  | San Juan         | Porto Rico     | Coca-Cola Theater              | —                                |
| 31 de março de 2022    | Ciudad de México | México         | Auditorio Nacional             | —                                |
| 1 de abril de 2022     | Guadalajara      | México         | Auditorio Telmex               | —                                |
| 3 de abril de 2022     | Monterrey        | México         | Arena Monterrey                | —                                |